# Sân bay quốc tế Hamad
Sân bay quốc tế Hamad là một dự án sẽ thay thế Sân bay quốc tế Doha vào năm 2009. Việc xây dựng đã bắt đầu năm 2006. Sân bay được xây để giảm tải lưu lượng vận chuyển gia tăng của sân bay hiện hữu. Giai đoạn đầu, sân bay này sẽ có công suất 24 triệu hành khách mỗi năm, gấp 3 lần sân bay hiện hữu. Khi hoàn thành giai đoạn cuối, sân bay sẽ có công suất 50 triệu hành khách mỗi năm và, 320.000 lượt chuyến/năm và 2 triệu tấn hàng mỗi năm. Khu vực check-in và bán lẻ sẽ rộng gấp 12 lần tại sân bay hiện hữu. Kiến trúc sân bay theo mô hình ốc đảo sa mạc với mái gợn sóng, các chủ đề về nước và các loại cây sa mạc được trồng trong nước tái chế. Giai đoạn 2 bao gồm việc xây thêm các nhà ga hàng không. Giai đoạn 1 hoàn thành năm 2008.
Sân bay Quốc tế Hamad ban đầu được dự kiến sẽ mở trong năm 2009, nhưng sau một loạt các sự chậm trễ tốn kém, sân bay cuối cùng đã mở vào ngày 30 tháng 4 năm 2014 với một nghi lễ máy bay Qatar Airways hạ cánh tại đây sau chuyến bay từ sân bay Doha cũ.
Hãng Qatar Airways, và tất cả các hãng khác chính thức chuyển đến sân bay mới vào ngày 27 tháng 5 năm 2014.

## Hãng hàng không và tuyến bay
| Hãng hàng không                 | Các điểm đến | Hành lang |
| ------------------------------- | --- | --------- |
| Air Arabia                      | Sharjah | B         |
| Air India Express               | Kochi, Kozhikode, Mangalore, Mumbai | A         |
| Biman Bangladesh Airlines       | Dhaka, Chittagong, Sylhet | B         |
| British Airways                 | Bahrain, Sân bay London-Heathrow | B         |
| Cathay Pacific                  | Hong Kong | B         |
| EgyptAir                        | Cairo | B         |
| Emirates                        | Dubai-International | B         |
| Etihad Airways                  | Abu Dhabi | B         |
| flydubai                        | Dubai-International | B         |
| Gulf Air                        | Bahrain | B         |
| Iran Air                        | Shiraz | B         |
| Iran Aseman Airlines            | Bandar Abbas, Lamerd, Tehran-Imam Khomeini | B         |
| Jet Airways                     | Delhi, Kochi, Kozhikode (tiếp tục từ 1/12/2014), Mumbai, Trivandrum (bắt đầu từ ngày 1/12/2014) | B         |
| KLM                             | Amsterdam, Muscat | B         |
| Kuwait Airways                  | Kuwait | B         |
| Lufthansa                       | Frankfurt | B         |
| Middle East Airlines            | Beirut | B         |
| Nepal Airlines                  | Kathmandu | B         |
| Oman Air                        | Muscat | B         |
| Pakistan International Airlines | Islamabad, Karachi, Lahore, Peshawar | B         |
| Pegasus Airlines                | Istanbul-Sabiha Gökçen | B         |
| Qatar Airways                   | Abu Dhabi, Addis Ababa, Ahmedabad, Alexandria-Borg el Arab, Algiers, Amman-Queen Alia, Amritsar, Ankara, Asmara (bắt đầu từ ngày 4/12/2014), Athens, Baghdad, Bahrain, Baku, Bangalore, Bangkok-Suvarnabhumi, Barcelona, Basra, Bắc Kinh, Beirut, Belgrade, Berlin-Tegel, Brussels, Bucharest, Budapest, Buenos Aires-Ezeiza, Buraydah, Cairo, Cape Town, Casablanca, Thành Đô, Chennai, Chicago-O'Hare, Trùng Khánh, Clark, Colombo, Copenhagen, Dallas/Fort Worth, Dammam, Dar es Salaam, Delhi, Denpasar/Bali, Dhaka, Djibouti, Dubai-International, Dubai-Maktoum, Edinburgh, Entebbe, Erbil, Frankfurt, Geneva, Goa, Quảng Châu, Hangzhou, Hà Nội, Thành phố Hồ Chí Minh, Hong Kong, Hofuf, Houston-Intercontinental, Hyderabad, Islamabad, Sân bay Istanbul-Atatürk, Istanbul-Sabiha Gökçen, Jakarta-Soekarno-Hatta, Jeddah, Johannesburg-OR Tambo, Karachi, Kathmandu, Khartoum, Kigali, Kilimanjaro, Kochi, Kolkata, Kozhikode, Kuala Lumpur, Kuwait, Lagos, Lahore, Larnaca, Sân bay London-Heathrow, Los Angeles (bắt đầu từ 22/3/2015), Luxor, Madinah, Madrid, Malé, Manchester, Manila, Maputo, Mashhad, Melbourne, Miami, Sân bay Milan-Malpensa, Mombasa, Montréal-Trudeau, Sân bay Moscow-Domodedovo, Mumbai, Munich, Muscat, Nairobi-Jomo Kenyatta, Najaf, Sân bay New York-JFK, Sân bay Osaka-Kansai, Oslo-Gardermoen, Sân bay Paris-Charles de Gaulle, Perth, Peshawar, Philadelphia, Phnom Penh, Phuket, Riyadh, Sân bay Rome-Fiumicino, Salalah, San Francisco (bắt đầu từ ngày ngày 13 tháng 5 năm 2015), Sana'a, São Paulo-Guarulhos, Seoul-Incheon, Thượng Hải, Sharjah, Shiraz, Singapore, Sofia, Stockholm-Arlanda, Sulaymaniah, Ta'if, Tbilisi, Tehran-Imam Khomeini, Thiruvanathapuram, Sân bay Tokyo-Haneda Sân bay Tokyo-Narita, Tunis, Venice-Marco Polo, Vienna, Warsaw-Chopin, Sân bay Washington-Dulles, Yangon, Zagreb, Zürich | A, B, C   |
| Royal Jordanian Airlines        | Amman-Queen Alia | B         |
| Saudia                          | Jeddah, Riyadh | B         |
| SriLankan Airlines              | Colombo | B         |
| Syrian Air                      | Damascus | B         |
| Turkish Airlines                | Sân bay Istanbul-Atatürk | B         |
| United Airways                  | Dhaka | B         |
| Yemenia                         | Kuwait, Sana'a | B         |